# Goward
Das Portal Tomb von Goward (auch Pat Kearney’s Big Stone oder Cloughmore Cromlech genannt) liegt zwischen Hilltown und Castlewellan im County Down, in Nordirland.
Der riesige Deckstein des größten Portal Tombs auf den Britischen Inseln ist aus seiner ursprünglichen mehr horizontalen Position verrutscht und steht jetzt schräg, bis in eine Höhe von 4,3 m. Der etwa vier Meter lange und drei Meter breite Stein aus Granit ist vorne über zwei Meter dick. Sein Gewicht wird auf 50 Tonnen geschätzt. Der auf der Nordseite überstehende Stein liegt vorne auf seinen Portalsteinen, während der Endstein umgestürzt ist. Die unsegmentierte Kammer mit dem Zugang im Osten ist 2,7 m lang. In der Kammer wurden 1843 eine  Urne und eine Pfeilspitze aus Feuerstein gefunden. Orthostaten scheinen die Reste einer Exedra zu bilden.
Der Dolmen von Goward steht unter staatlichem Schutz des Newry und Mourne District Council. Etwa 3,2 km nordöstlich von Hilltown liegt das 1932 ausgegrabene Court Tomb von Goward, der Horned Cairn at Goward. Das Court Tomb hat drei Kammern, und eine gut erhaltene Fassade. Funde in der ersten Kammer bestanden aus Äxten, neolithischer Typ Keramik aber keinen menschlichen Knochen.